# Oizys
Oizys (także Oïzys, starogr. Ὀϊζύς, łac. Miseria) – bogini w mitologii greckiej uosobienie nieszczęścia i smutku. Była córką bogini Nyks i bliźniaczą siostrą Momosa.